# Œil magique (électronique)
Pour les articles homonymes, voir Œil magique.

Effet lumineux.

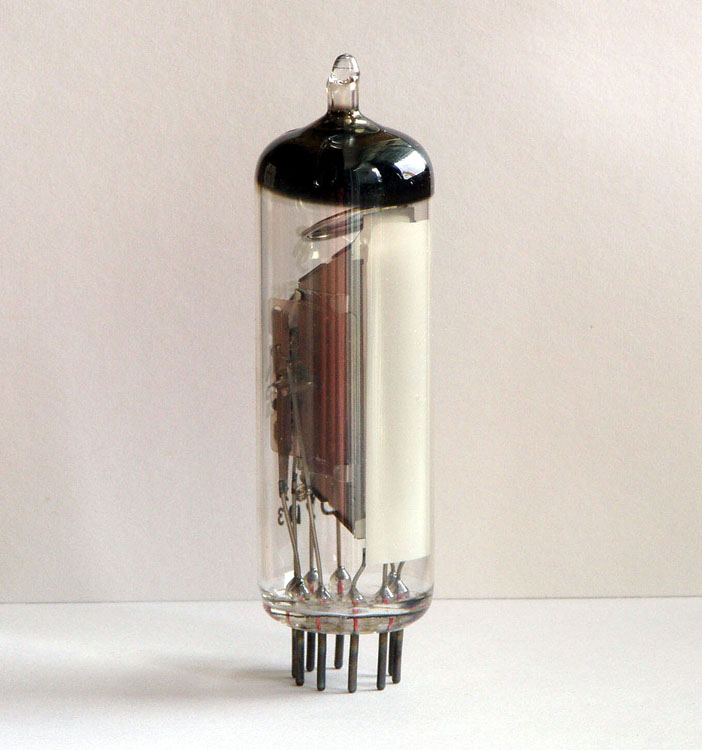
Le tube EM84.

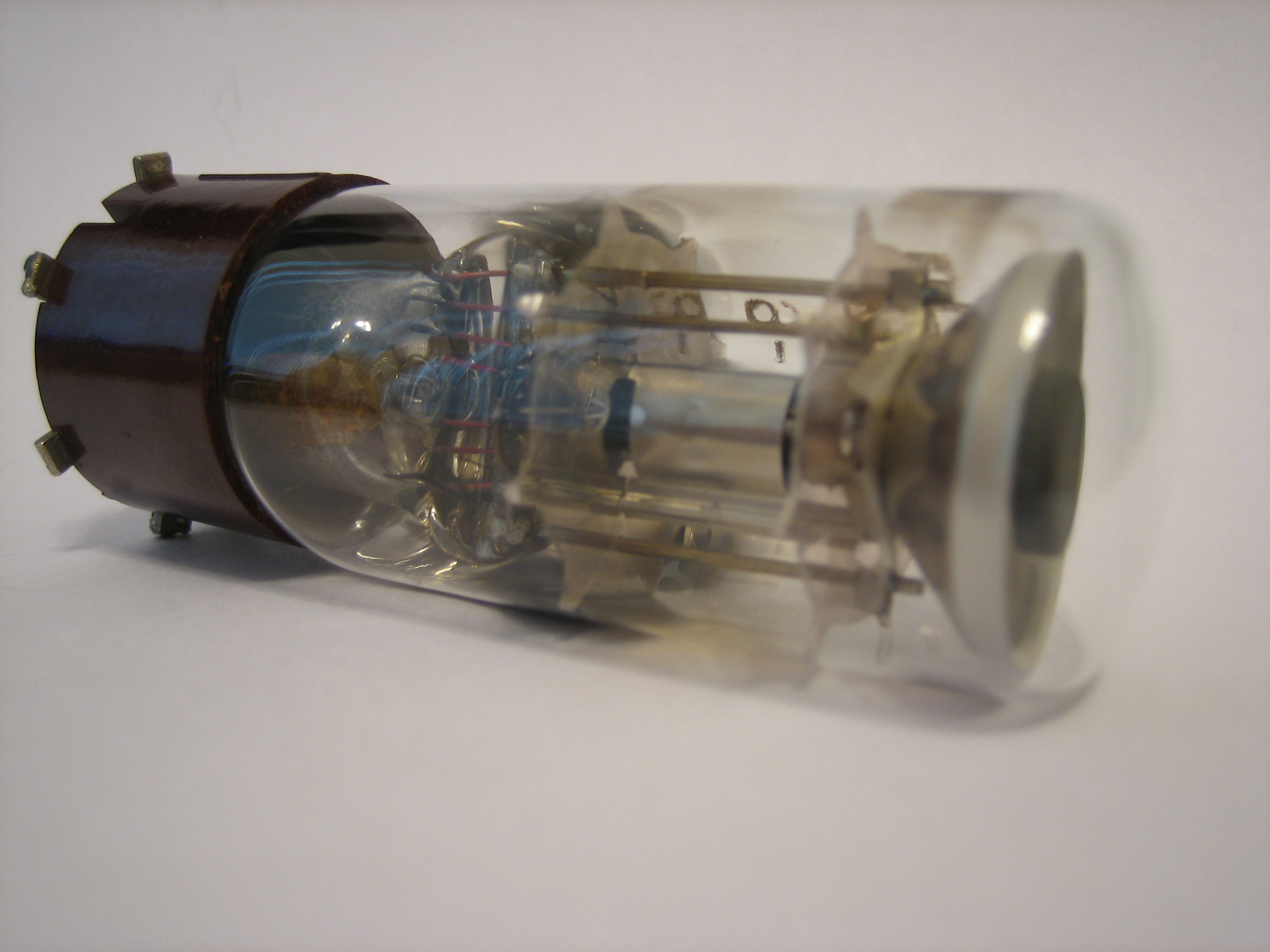
Le tube EM4.

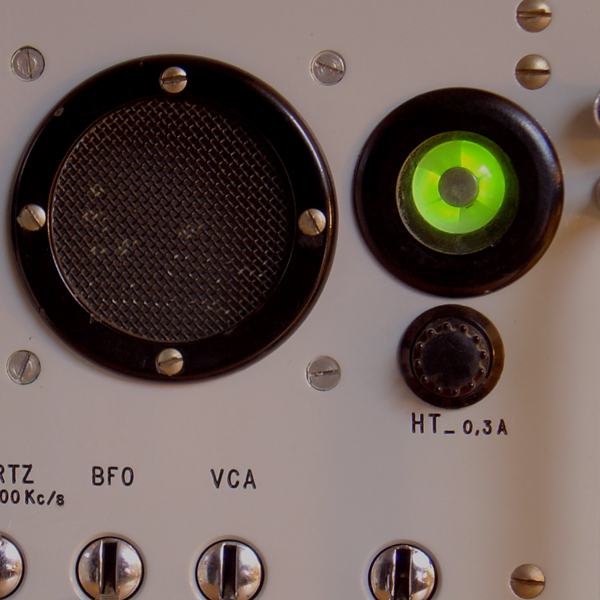
Œil cathodique AME RR10B.

L'expression œil magique désigne communément, jusqu'à la première moitié des années 1950, l'indicateur visuel d'accord et de qualité de réception présent en façade sur la plupart des récepteurs de radio à tubes électroniques (ou poste T.S.F). 
Il s'agit d'un tube électronique doté d'une partie luminescente à sa calotte, pour les modèles anciens, ou sur la longueur du tube, pour les plus modernes. Dans les deux cas, l'œil magique indique le niveau de réception par épanouissement des secteurs lumineux : ainsi, plus la surface d'illumination d'un œil magique est grande, meilleure est la qualité de la réception.
Ce type de tube a été très utilisé en radio, depuis les premiers modèles commercialisés en 1934 jusqu'au milieu des années 1960 sur les derniers récepteurs à tubes, avant que tous les récepteurs radio ne basculent définitivement vers les transistors. 
Ils ont également été utilisés sur de nombreux appareils autres que radiophoniques, comme par exemple sur certains magnétophones à bande magnétique, où ils servaient à évaluer le niveau sonore d'une prise de son avec un microphone, afin d'éviter un enregistrement sonore trop faible ou trop saturé. Ou encore sur certains appareils de mesure, où il n'était pas utile d'avoir une indication précise par galvanomètre, mais simplement d'avoir la possibilité de voir visuellement un maximum d'amplitude, ce qui est le cas des dipmètres, des bermascopes et analyseurs de signaux divers.
De nos jours, ce type de tube n'est pratiquement plus utilisé, et son usage se limite à celui de vu-mètre analogique sur certains amplificateurs de salon audiophiles. Quelques modèles récents sont toutefois refabriqués pour satisfaire cette demande particulière, mais il existe encore de nombreux stocks des modèles les plus courants d'œil magiques, et il reste encore relativement aisé de trouver certaines références sur internet ou dans les bourses spécialisées.

## Histoire

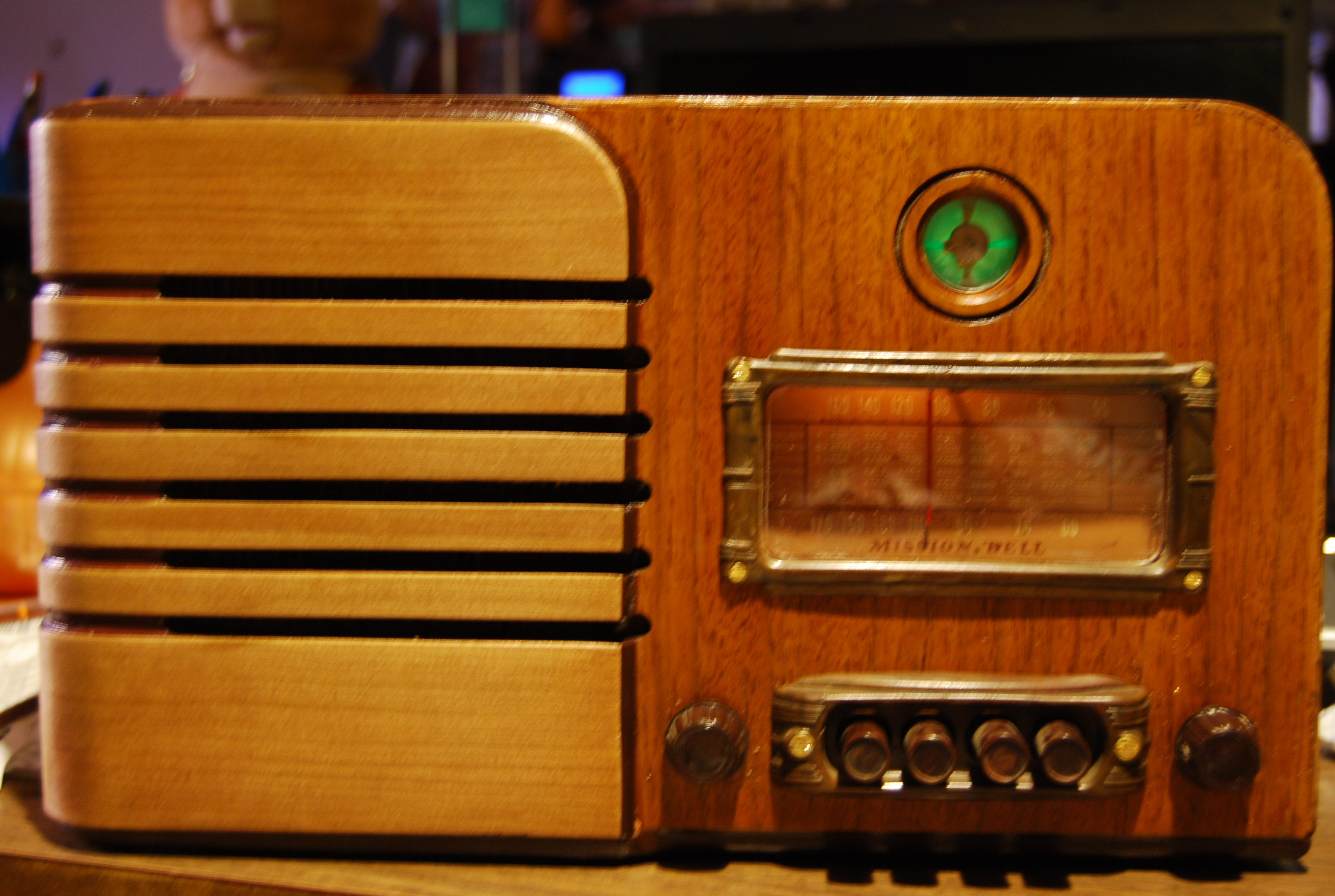
Œil magique (en vert vif) d'un poste radio Mission Bell Model 410 (1939).

Le cylindre de Wehnelt (en) inventé vers 1902-1903 par le physicien allemand Arthur Rudolph Berthold Wehnelt (en) est le concept précurseur sur lequel s'est basé l'œil magique.
Depuis le début des années 1930, avec l'arrivée des premiers récepteurs superhétérodynes dotés d'une commande de syntonisation des fréquences unique, se pose la question de la recherche du bon accord sur une station radio et la possibilité d'évaluer visuellement le niveau et la qualité de la réception.
Dans un premier temps, cette indication est fournie par un milliampèremètre à aiguille inséré en série dans le circuit anodique du tube de l'étage moyenne fréquence du récepteur. Mais ce dispositif a eu peu de succès en raison de son coût de fabrication et de la fragilité relative des pièces mobiles. De plus, en cas de défaillance du système, l'anode du tube moyenne fréquence n'est plus alimentée en haute tension, et le récepteur ne fonctionne plus. 
Plus tard, une variante plus économique de ce système, appelée indicateur à ombre ou ombrographe, est apparu. Il s'agit d'un galvanomètre à cadre mobile, constitué d'un bobinage sur un noyau entourant une palette sur pivot en acier magnétisé (comme une aiguille de boussole). Lorsqu'un courant traverse la bobine, la palette pivote sous l'effet du champ magnétique de la bobine, plus ou moins fortement selon le courant traversant celle-ci. L'ensemble du dispositif est placé devant une lampe d'éclairage miniature et dessine une ombre plus ou moins longue sur une surface opaque en fonction de la qualité de réception, grâce à la palette qui occulte partiellement la lumière émise. Comme pour le milliampèremètre à aiguille, une défaillance de l'indicateur d'accord à ombre entraîne une panne du récepteur en privant l'étage moyenne fréquence de haute tension anodique. De plus, le coût de réalisation du dispositif reste encore onéreux, même si plus faible qu'avec un milliampèremètre classique. Il a toutefois été assez utilisé pendant les années 1930 sur les récepteurs radios de construction élaborée, et ses faibles dimensions le rendaient intégrables directement sur les cadrans et enjoliveurs métalliques des façades des appareils.
Il a aussi existé des indicateurs d'accord au néon (tuno-neon) semblables à des barres-graphes lumineux et orangés. Il s'agissait d'un long tube de verre rempli de gaz néon allant jusqu'à 30 cm de longueur et renfermant trois électrodes : une anode de pré-ionisation du gaz en forme d'anneau reliée à la haute tension du poste par une résistance série de forte valeur, une anode de commande en forme d'anneau reliée à travers une résistance série à l'anode du tube de l'étage moyenne fréquence et une cathode en forme de tige traversant les deux anneaux à son extrémité reliée à la masse ou une résistance de cathode. Ce dispositif d'indicateur d'accord restera toutefois moins précis que les modèles à milliampèremètre et à ombre décrits précédemment, et il fut rapidement abandonné avec l'arrivée des premiers œils magiques.
Enfin, il est également bon de mentionner le tube tunograph fabriqué par la société Brimar, qui est un des tout premiers tubes indicateurs d'accord à écran luminescent, dont le principe de fonctionnement est basé sur la déviation rectiligne d'un spot sur une cible phosphorescente inclinée. Cette déviation est provoquée par deux plaques de déviation (positive et négative) associée à un canon à cylindre de Wehnelt. Ce tube a toutefois été très peu utilisé et à très rapidement été détrôné par les indicateurs d'accord « œil magique ». 
C'est en 1932 que l'américain Allen B. DuMont met au point le premier système d'indicateur d'accord cathodique, dont le principe de fonctionnement est analogue à celui d'un tube cathodique d'oscilloscope basé sur la déviation d'un spot lumineux sur une cible rectiligne, reprenant le principe du Tunograph en version améliorée. Après quelques travaux et développements supplémentaires, il dépose un premier brevet le 18 septembre 1934, avant de revendre ses droits à RCA pour la somme de 20 000 $ pour poursuivre d'autres projets personnels, et publiera une description de son invention l’année suivante. 

Par la suite, pendant deux ans, de nombreux ingénieurs de RCA vont chercher à améliorer l'affichage de l'indicateur cathodique de DuMont, qui souffre d'un manque de visibilité du spot en plein jour et est esthétiquement peu présentable pour des appareils grand public. Un design particulier et qui deviendra la norme pour les indicateurs d'accord cathodique pendant plusieurs années, fut imaginé par l'ingénieur Herbert M. Wagner à partir de 1934, et dont le brevet final fut déposé le 27 juin 1935. Il s'agit d'une triode améliorée pourvue d'une large anode circulaire en coupelle (cible), recouverte d'une substance luminescente qui s'illumine en vert sous le bombardement permanent des électrons, au centre de laquelle se trouve une cathode avec une grille de commande bobinée autour, surmontée elle-même d'une coupelle dissimulant des anodes de déflexion. Ces anodes de déflexion sont pilotées par la grille de l'élément triode du tube et créent des lignes de force à la surface de la cible, qui vont engendrer des zones d'ombre en déviant le bombardement des électrons ,. 
Visuellement, ce premier indicateur d'accord forme un motif circulaire vert luminescent se fermant à 180° sur lui-même, et au centre duquel se trouve la coupelle dissimulant les anodes de déflexion, la grille de commande et la cathode, et qui évoque parfaitement un œil avec un iris vert et la pupille noire au centre. Ce surnom est très vite entré dans le langage courant et technique pour désigner ce type d'indicateur d'accord visuel, qui donne un semblant de vie aux récepteurs qui en sont équipés. Par ailleurs, RCA utilisera le surnom « œil magique » (« magic eye » en anglais) sur les publicités de ses récepteurs radios des années 1935 à 1937, et jouera beaucoup visuellement sur la présentation de la partie luminescente pour rappeler un œil, en coiffant la calotte du tube d'un enjoliveur métallique représentant une paupière avec des cils stylisés.
La fabrication d'indicateurs d'accord cathodique a été la solution qui a permis aux fabricants une alternative rentable et un moyen d'équiper les récepteurs radio destinés à une clientèle moins aisée d'un indicateur d'accord. Les tubes étant fabriqués à la chaîne avec des machines automatisées selon les méthodes de DuMont, le prix du dispositif devient inférieur au précédents systèmes d'indicateur d'accord. De plus, son fonctionnement est indépendant des autres étages électroniques du reste du récepteur, la fiabilité de ce dernier n'est plus affectée par l'absence ou la défaillance de l'indicateur d'accord cathodique.

## Modèles des tubes
Cette section liste les différents types d'indicateurs d'accord couramment utilisés sur les appareils grand public et ne mentionne pas les tubes militaires ou de conception trop exotique. Les différents indicateurs d'accord sont listés par culot et par année de première sortie (entre parenthèses) en mentionnant également le nombre de secteurs lumineux et les tensions/courants de chauffage de chaque référence. À noter que les séries de tubes Rimlock et Miniature n'ont jamais compté d'indicateur d'accord cathodique dans leurs références. 
Culot A6 (6 broches USA). Il s'agit des premières séries d'œil magique mis sur le marché américain, puis européen quelque temps plus tard. Tous ces indicateurs d'accord sont à simple sensibilité, c'est-à-dire dotés d'un seul secteur lumineux qui sature assez vite sur les stations fortes, rendant l'accord difficile. 
- 6E5 / 6E5g: 1 sect. lum. chauff. 6,3V 0,3A, (1934)
- 2E5: 1 sect. lum. chauff. 2,5V 0,8A, (1934)
- 6N5: 1 sect. lum. chauff. 6,3V 0,15A, (1934)
- 6U5: 1 sect. lum. chauff. 6,3V 0,3A, (1934)
- 6T5: 1 sect. lum. chauff. 6,3V 0,3A, (1934)
- 6AB5: 1 sect. lum. chauff. 6,3V 0,15A, (1935)
- 6G5: 1 sect. lum. chauff. 6,3V 0,3A,(1935)
- 2G5: 1 sect. lum. chauff. 2,5V 0,8A (1935)
- 6H5: 1 sect. lum. chauff. 6,3V 0,3A (1936)

Culot Transcontinental. Cette série d'œil magique fut lancée afin de concurrencer les tubes américains. Ils étaient couramment utilisés sur les récepteurs d'Europe de l'ouest (France, Belgique,...) depuis la création des tubes à culot « Transco » en 1935 jusqu'au début des années 1950. Cette série verra apparaître les premiers indicateurs d'accord à deux et quatre secteurs lumineux formant des pétales symétriques (les modèles à quatre secteurs lumineux seront d'ailleurs surnommés « trèfles cathodiques » ou « trèfles magique » par la suite). Toutefois, ces derniers (à l'exception de l'EM4) restent à simple sensibilité, les secteurs lumineux s'épanouissant de manière symétrique et saturant toujours rapidement sur les stations reçues fortement. 
- ME4: 1 sect. lum. chauff. 4V 0,3A (1936)
- ME6: 1 sect. lum. chauff. 6,3V 0,2A (1936)
- EM1: 4 sect. lum. chauff. 6,3V 0,2A (1936)
- AM1: 4 sect. lum. chauff. 4V 0,3A (1936)
- EM4: 2 sect. lum. chauff. 6,3V 0,2A (1938)
- EM5: 4 sect. lum. chauff. 6,3V 0,2A (1950)
- EFM1: il s'agit d'un tube regroupant deux fonctions dans la même enveloppe (penthode Moyenne Fréquence + indicateur visuel cathodique), et qui était destiné à réduire le nombre de tubes sur un même châssis tout en donnant un « rôle » supplémentaire à l'œil magique.

Culot Octal. La série Octal verra apparaître une version améliorée des indicateurs à doubles ou quadruple pétales, dotés d'une double sensibilité. Ainsi, une moitié de l'affichage va se fermer moins fortement que l'autre sur les stations puissantes, et permettre un accord encore plus précis grâce aux secteurs qui sont non saturés.
- 6AF7 / 6AF7g: 2 ou 4 sect. lum. chauff. 6,3V 0,3A (1939)
- EM34: 2 sect. lum. chauff. 6,3V 0,2A (1946)
- UM34: 2 sect. lum. chauff. 12,6V 0,1A (1949)
- 6AL7: 2 sect. lum. chauff. 6,3V 0,15A (1948)
- EM35: 4 sect. lum. chauff. 6,3V 0,2A (1952)
- UM35: 4 sect. lum. chauff. 12,6V 0,1A (1952)

Culot Locktal. Cette série ne comptera qu'assez peu d'indicateurs d'accord, tous essentiellement destinés à visualiser des niveaux de B.F sur les premiers magnétophones à bandes. Sur ces modèles, les électrodes de déflexion ne sont plus situées au centre, mais excentrées vers le bas. En fonctionnement, le motif lumineux n'est plus circulaire, mais en éventail sur un angle de 180°. Cette configuration est un des prémices du développement des indicateurs d'accord cathodique moderne, et sera d'ailleurs reprise sur la série Noval. 
- EM71: 2 sect. lum. chauff. 6,3V 0,3V (1949)
- EM72: 1 sect. lum. chauff. 6,3V 0,3A (1951)

Culot Subminiature. Série d'indicateurs d'accord destinés principalement à l'usage sur les récepteurs radios à tubes portatifs et fonctionnant sur piles ou batteries sous de faibles tensions filaments et anodiques. Ce sont des tubes tout en verre et de très faibles dimensions, dotés de filaments à chauffage direct en courant continu et ne supportant pas la moindre surtension (il grille très facilement). Ce type d'indicateur d'accord cathodique a parfois été utilisé sur des récepteurs radios de salon en alimentant le filament en courant continu constant, via deux résistances montées en diviseur de tension dans le circuit cathodique du tube de puissance B.F (par Philips par exemple...). L'affichage du niveau du signal reçu se fait sous forme d'un point d'exclamation dans la longueur du tube qui diminue de hauteur sur les stations puissantes. Une nouvelle composition de phosphore est utilisée pour ces modèles et donnent une teinte bleutée en fonctionnement. Cette configuration va également être réutilisée par la suite sur les indicateurs d'accord cathodique de la série Noval. 
- DM70: 1 sect. lum. chauff. 1,4V 0,025A (1952)
- DM71: 1 sect. lum. chauff. 1,4V 0,025A (1953)

Culot Noval. La série Noval fait partie de la toute dernière génération de tubes électroniques avant le passage définitif au transistor dans les appareils grand public. De nombreux changements interviennent dans la réalisation de cette famille de tubes. Tout d'abord, il s'agira, tout comme la série Subminiature, d'une famille de tubes totalement en verre, avec les broches de raccordement traversant directement le verre, et aux diamètres et longueurs de verrerie fortement réduits par rapport aux anciennes générations de tubes des séries Octal/Transco/A6. Ensuite, l'affichage de la partie luminescente n'est plus en bout de tube mais sur sa longueur, ce qui permet de monter le tube dans des espaces étroits comme l'arrière d'un cadran, ou en façade devant le haut-parleur grâce à son faible encombrement latéral. Enfin, l'affichage en lui-même, longtemps présenté sous la forme d'un cercle divisé en secteurs lumineux, va prendre dans un premier temps la forme d'un ovale tronqué en partie inférieure avec un affichage en « oreille de lapin ». Par la suite, l'affichage évoluera rapidement vers la simple bande lumineuse dont les deux extrémités se rejoignent et se touchent en leur milieu, avec le tube EM84 et les modèles sortis après (ce qui vaudra à ces indicateurs d'accord le surnom de « rubans magique »). Ces derniers modèles ont une composition de phosphore leur donnant une teinte bleutée en fonctionnement. Dans les dernières fabrications d'indicateurs d'accord cathodiques précédant le passage définitif aux transistors, il existera des modèles à affichage double (comme le EMM803) destinés aux récepteurs F.M stéréophoniques et indiquant à la fois l'accord exact et la présence d'un signal stéréo en F.M. 
- EM80 / 6BR5: 2 sect. lum. chauff. 6,3V 0,27A (1953)
- UM80 / 19BR5: 2 sect. lum. chauff. 19V 0,1A (1954)
- EM81 / 6DA5: 1 sect. lum. chauff. 6,3V 0,3A (1956)
- UM81 / 19DA5: 1 sect. lum. chauff. 19V 0,1A
- EM84 / 6FG6: 2 bandes lum. chauff 6,3V 0,21A (1957)
- PM84 / 4FG6: 2 bandes lum. chauff 4,2V 0,3A (1958)
- UM84 / 12FG6: 2 bandes lum. chauff. 12V 0,1A (1958)
- EM85 / 6DU6: 2 sect. lum. chauff. 6,3V 0,3A (1952)
- EM87 / 6HU6: 2 bandes lum. chauff. 6,3V 0,3A (1961)
- EM800: 1 bande lum. chauff. 6,3V 0,3A (1967)
- EMM803: 2 bandes lum (accord) + 1 carré lum. (stéréo) chauff 6,3V 0,45A (1964)